# Uniforme de combate para el desierto
El uniforme de combate para el desierto (DBDU por sus siglas en inglés) es un uniforme de combate de camuflaje para entornos áridos de EE. UU. que fue utilizado por las Fuerzas Armadas de los Estados Unidos desde principios de la década de 1980 hasta principios y mediados de la década de 1990, sobre todo durante la Guerra del Golfo Pérsico. Aunque el ejército estadounidense abandonó este patrón hace mucho tiempo, a principios de la década de 2020 todavía lo utilizaban ampliamente los ejércitos de todo el mundo.

## Apariencia

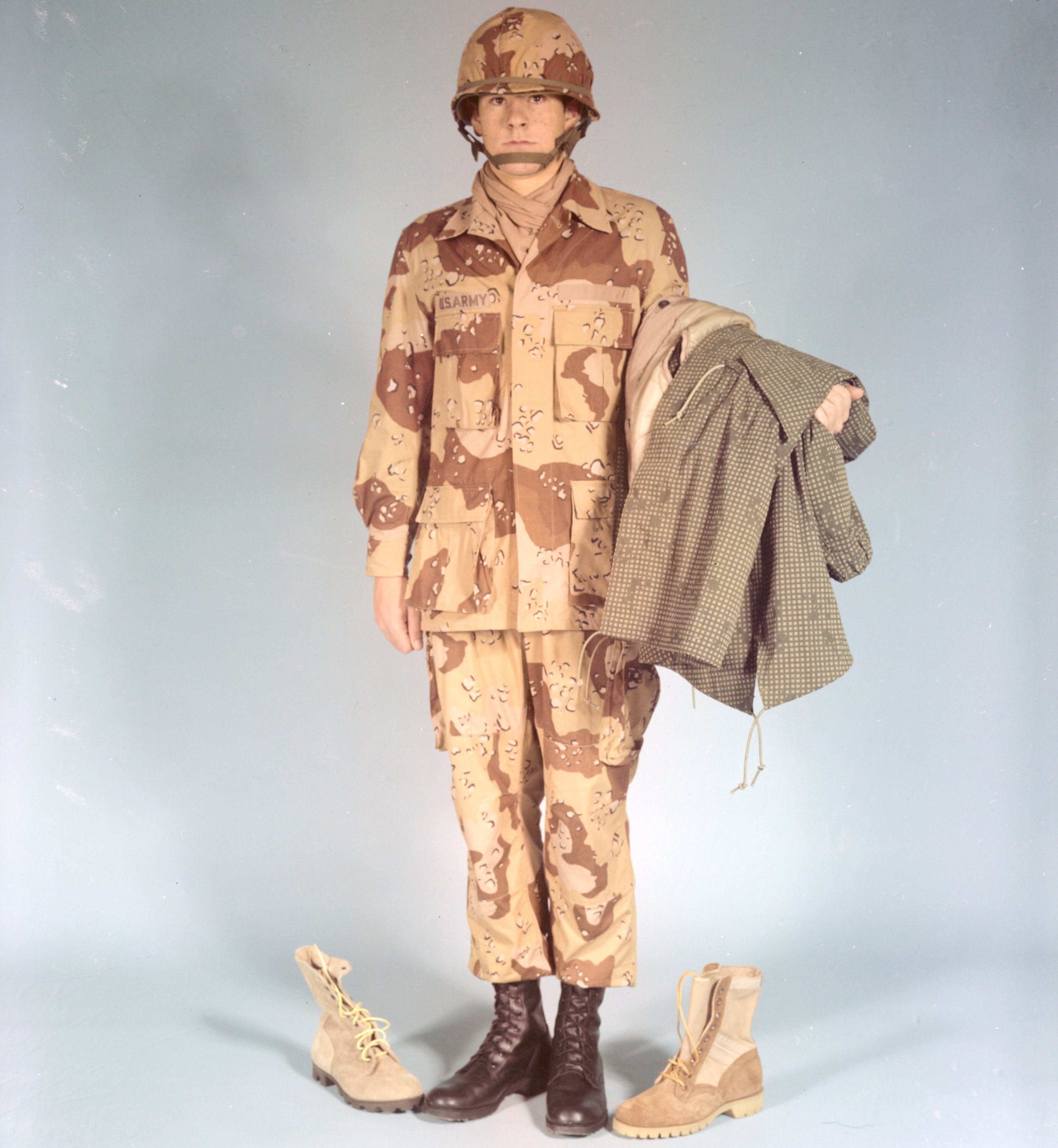
Un hombre modelando una versión temprana del DBDU el 6 de diciembre de 1976.

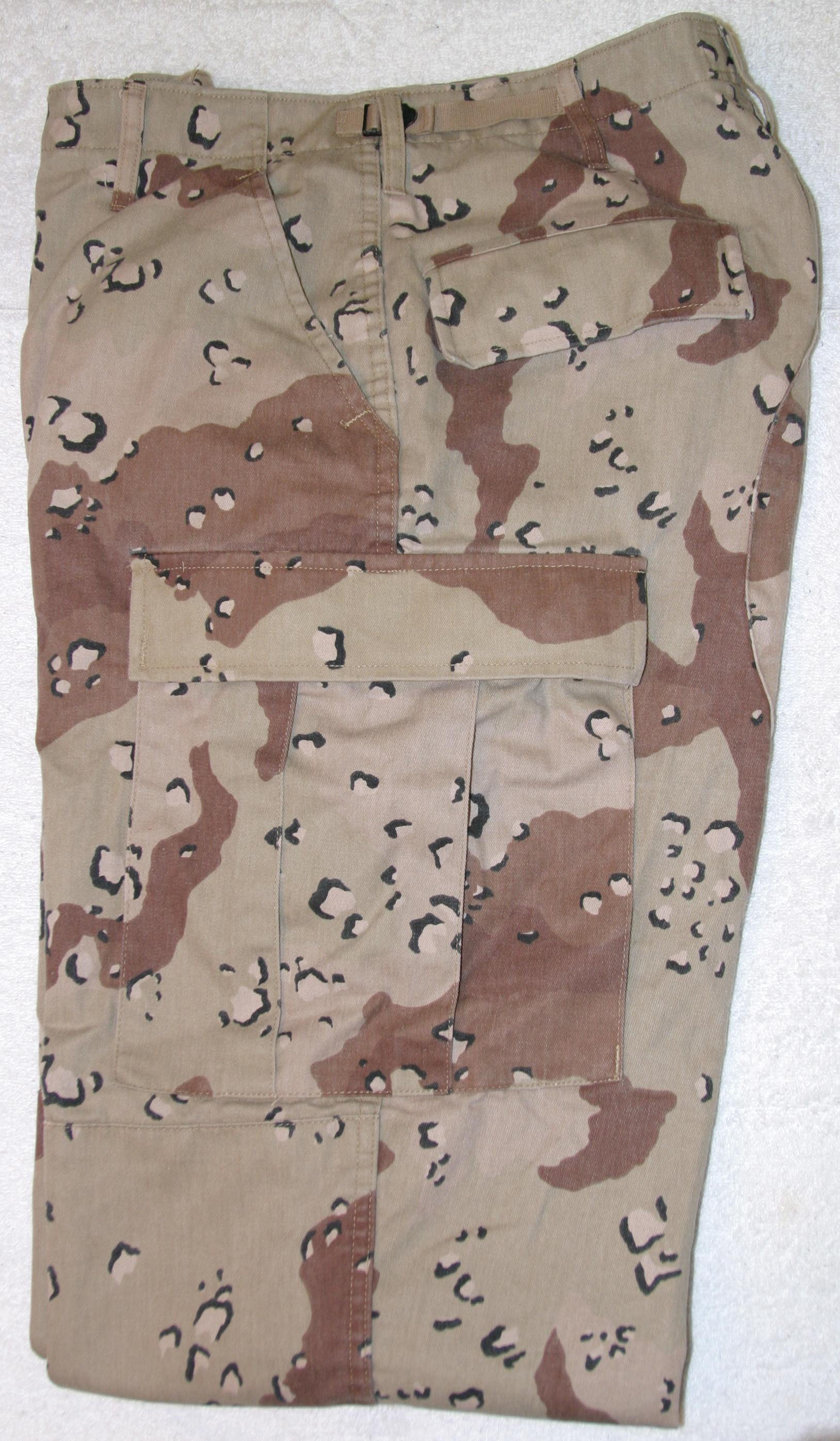
Pantalones DBDU, con estampado de camuflaje con chips de chocolate

El uniforme de batalla del desierto fue diseñado en 1970  y utiliza un patrón de camuflaje conocido como Patrón del desierto de seis colores o coloquialmente como Camuflaje de chispas de chocolate y Camuflaje de masa de galleta. El camuflaje recibió su apodo porque se parece a la masa de galletas con chispas de chocolate. Se compone de un patrón base de color bronce claro superpuesto con franjas anchas de color verde pálido y bandas anchas de dos tonos de color marrón. Grupos de manchas blancas y negras se encuentran dispersos, para imitar la apariencia de guijarros y sus sombras.

## Historia

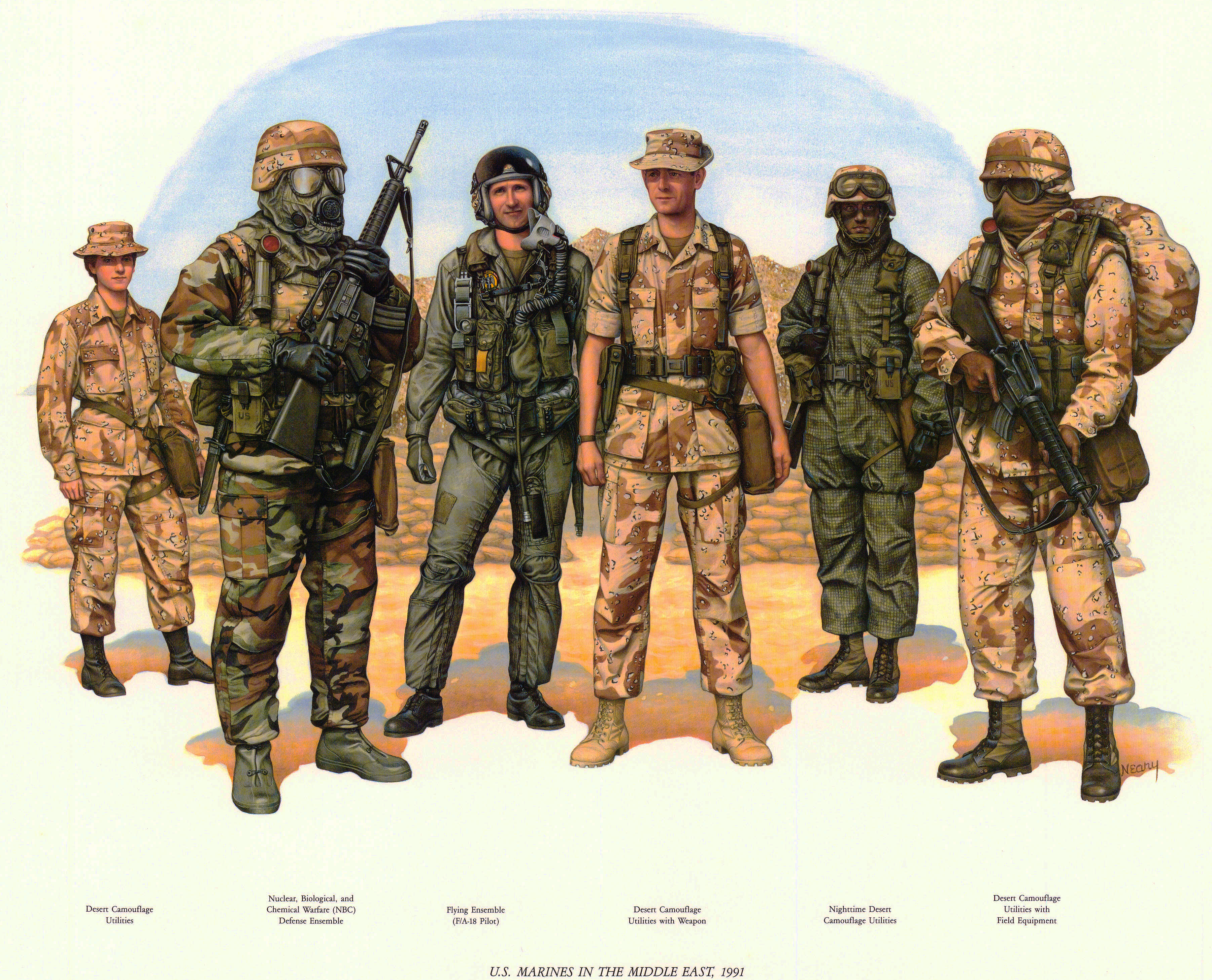
Un dibujo de marines estadounidenses en la Guerra del Golfo Pérsico con el DBDU

Aunque el camuflaje de chispas de chocolate se hizo muy conocido durante la Guerra del Golfo Pérsico, originalmente fue diseñado décadas antes, en 1962. El ejército de Estados Unidos, creyendo que algún día podría ser necesario intervenir en los conflictos árabe-israelíes, desarrolló un modelo de prueba utilizando los desiertos del suroeste de Estados Unidos. Cuando las hostilidades en Oriente Medio terminaron, el modelo de prueba fue archivado. La formación de la Fuerza de Despliegue Rápido (RDF) de Estados Unidos en 1979, con el objetivo de operar en Medio Oriente y proteger los intereses estadounidenses en la región del Golfo Pérsico, hizo necesario que surgiera nuevamente la ropa de camuflaje para el desierto.

### Ejército de EE.UU.

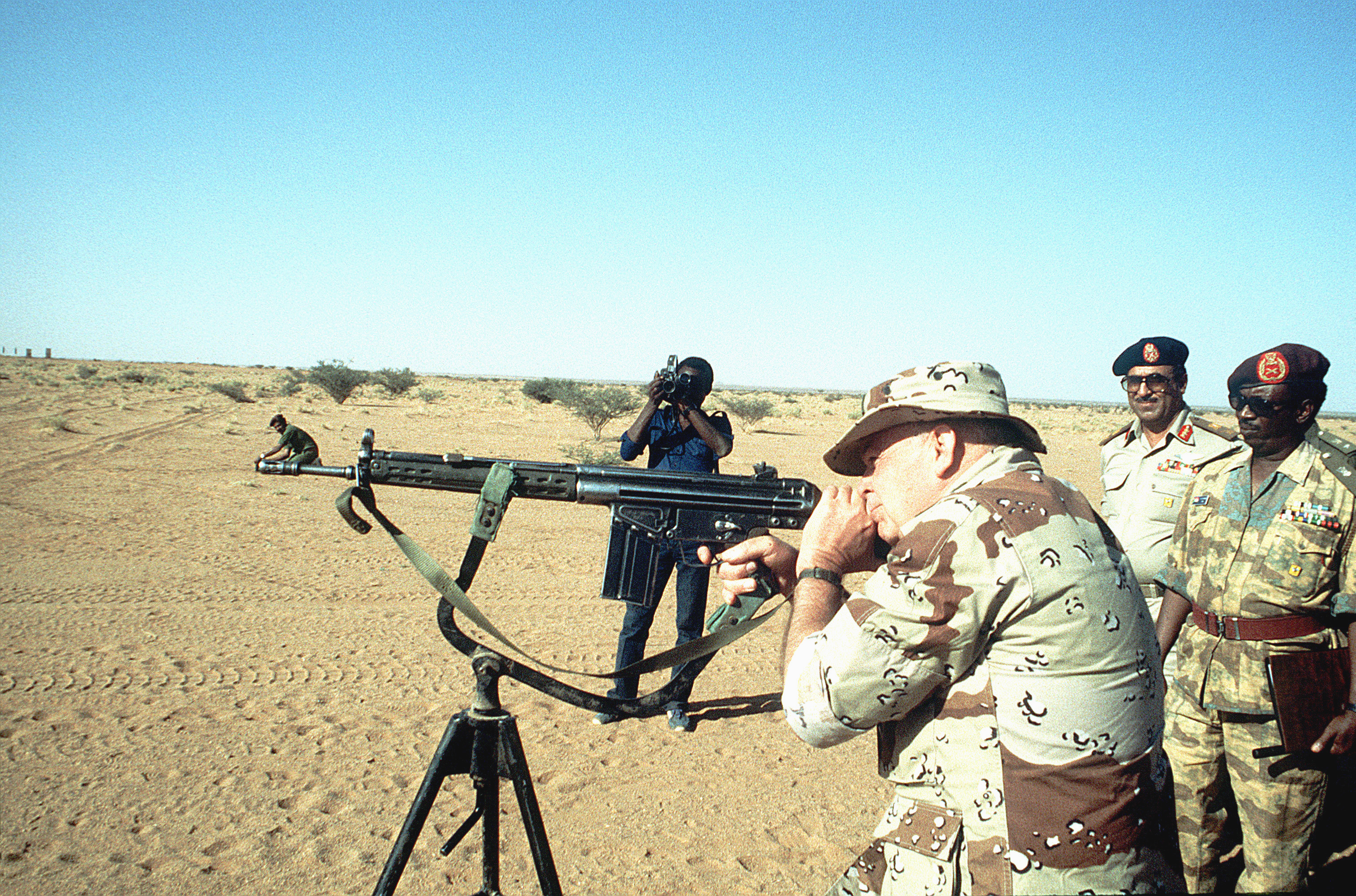
El teniente general Robert C. Kingston, comandante general del Comando Central de los EE. UU., con uniforme de combate en el desierto, dispara un fusil Heckler and Koch G3 de 7,62 mm de fabricación alemana durante BRIGHT STAR '82, un ejercicio en el que participan tropas de los EE. UU., Egipto, Sudán, Somalia y Omán.

Con una emisión limitada que se remonta a la misión de 1980 para rescatar a los rehenes estadounidenses en Irán, el DBDU fue único, ya que cuando se emitió oficialmente en 1981, el patrón de desierto de 6 colores solo se emitió en cantidades limitadas al personal de división como la 82.ª División Aerotransportada o la 101.ª División Aerotransportada de los EE. UU. que se desplegaron en Egipto y el desierto del Sinaí para participar en el ejercicio "Bright Star" en diciembre de 1980. El DBDU fue el primer modelo de combate en el desierto completamente funcional del Ejército de EE. UU. entre 1981 y 1992.

### Cuerpo de Marines de EE.UU.
El DBDU, al igual que el uniforme del Ejército, no se distribuía con frecuencia durante el despliegue de los marines en los ejercicios "Bright Star". Sin embargo, en 1985, se estableció como el uniforme de combate estándar. Este patrón desértico de seis colores fue empleado por el Cuerpo de Marines de los Estados Unidos desde 1982 hasta 1995.

### Fuerza Aérea de Estados Unidos
El DBDU, introducido por primera vez en 1982 para su uso en áreas áridas, se estableció como el uniforme predominante de las Fuerzas Aéreas de los Estados Unidos en entornos desérticos desde 1982 hasta 1993.

### Marina de los EE.UU.
La Armada, al igual que sus ramas asociadas, inició la emisión del DBDU de manera restringida a comienzos de la década de 1980, estableciéndose como el uniforme estándar en 1985. Este uniforme continuaría siendo el principal atuendo de combate en entornos desérticos para la Armada desde inicios de los años 80 hasta mediados de los 90.

### Guardia Costera de Estados Unidos
La Guardia Costera fue la última institución en observar los ejemplares remanentes del DBDU durante la mitad y el final de la década de 1980.

### Uso operativo
El modelo de desierto de seis colores entró en servicio en 1981 al mismo tiempo que los BDU de bosque y sería usado en cantidades limitadas por las tropas estadounidenses que participaban en los ejercicios bienales Bright Star en Egipto durante la década de 1980, y por las fuerzas de paz de FORSCOM asignadas a la Fuerza Multinacional de Paz y Observadores en el desierto egipcio del Sinaí, pero no se emitió en grandes cantidades antes de la Guerra del Golfo Pérsico. Sin embargo, hay evidencia de que el camuflaje desértico de seis colores se usaba antes de 1981, con fotografías de personal militar estadounidense involucrado en la Operación Garra de Águila en abril de 1980 usando este patrón de camuflaje en el intento fallido de rescatar al personal de la embajada de Estados Unidos tomado como rehenes en Irán.
El patrón era impopular entre los soldados estadounidenses durante la Guerra del Golfo. Los comentarios de estos usuarios indicaron que el diseño contrastaba demasiado con el terreno, lo que impedía que el camuflaje se integrara de manera efectiva. La evidencia anecdótica sugiere que las áreas oscuras del patrón se calentaron más que las partes más pálidas bajo la luz del sol del desierto y retuvieron el calor por más tiempo. Los seis colores también eran más costosos de fabricar que los de tres o cuatro colores, y la necesidad de un camuflaje que fuera adecuado para su uso en cualquier desierto dio lugar a la necesidad de un nuevo uniforme de camuflaje para el desierto. El Centro de Soldados Natick del Ejército de EE. UU. comenzó la búsqueda de un sustituto. Se midieron muestras de arena y tierra del Medio Oriente para determinar la reflectancia óptica e infrarroja y se crearon siete patrones de prueba utilizando estas estadísticas. Los patrones se evaluaron en catorce lugares diferentes del desierto y se seleccionaron uno solo como favorito. El "Patrón de camuflaje del desierto: combate" resultante se estandarizó en 1990, pero no estuvo listo antes de que las tropas se desplegaran en Arabia Saudita durante la Guerra del Golfo Pérsico. En consecuencia, las fuerzas estadounidenses usaron BDU de seis colores durante la campaña. Durante esa guerra, tras iniciativas del general Norman Schwarzkopf, se produjo el BDU del desierto de seis colores en popelina 100% algodón sin paneles de refuerzo para mejorar la comodidad en las cálidas condiciones del desierto. En total se encargaron 500.000 BDU de algodón mejorado. Sin embargo, las preocupaciones por los costos hicieron que la BDU del desierto de seis colores de algodón se discontinuara poco después de la Guerra del Golfo Pérsico.

### Reemplazo
Un primer lote de BDU para el desierto con el nuevo esquema de camuflaje estaba en camino hacia Medio Oriente cuando cesaron las hostilidades. El patrón, publicado oficialmente con el nuevo Uniforme de Camuflaje del Desierto (DCU) a principios de los años 1990, consistía en una sutil combinación de grandes formas de color verde pastel y bronceado claro, con parches estrechos y escasamente ubicados de color marrón rojizo, lo que llevó al diseño a ser apodado extraoficialmente como el patrón "Mancha de café".
Ambos patrones se usaron brevemente juntos durante el período de transición, más notablemente durante la Operación Restaurar la Esperanza y la Operación Serpiente Gótica (algunos Rangers del Ejército de los EE. UU. durante la última ocasionalmente usaron las nuevas DCU de tres colores junto con cubiertas de casco de kevlar que conservaban el antiguo patrón de seis colores. El mismo vestido también fue usado por soldados de la 10.ª División de Montaña durante la Batalla de Qala-i-Jangi en 2001). Durante la Operación Estrella Brillante de 1995, el personal del Tercer Ejército vistió el uniforme de tres colores, mientras que las tropas de Fort Bragg (330.º MCC) vistieron el uniforme de seis colores durante el ejercicio de 75 días. En la invasión de Irak de 2003, el ejército estadounidense no utilizó el DBDU y en su lugar empleó principalmente el patrón tricolor del DCU y, en menor medida, el patrón de camuflaje MARPAT.

## Legado

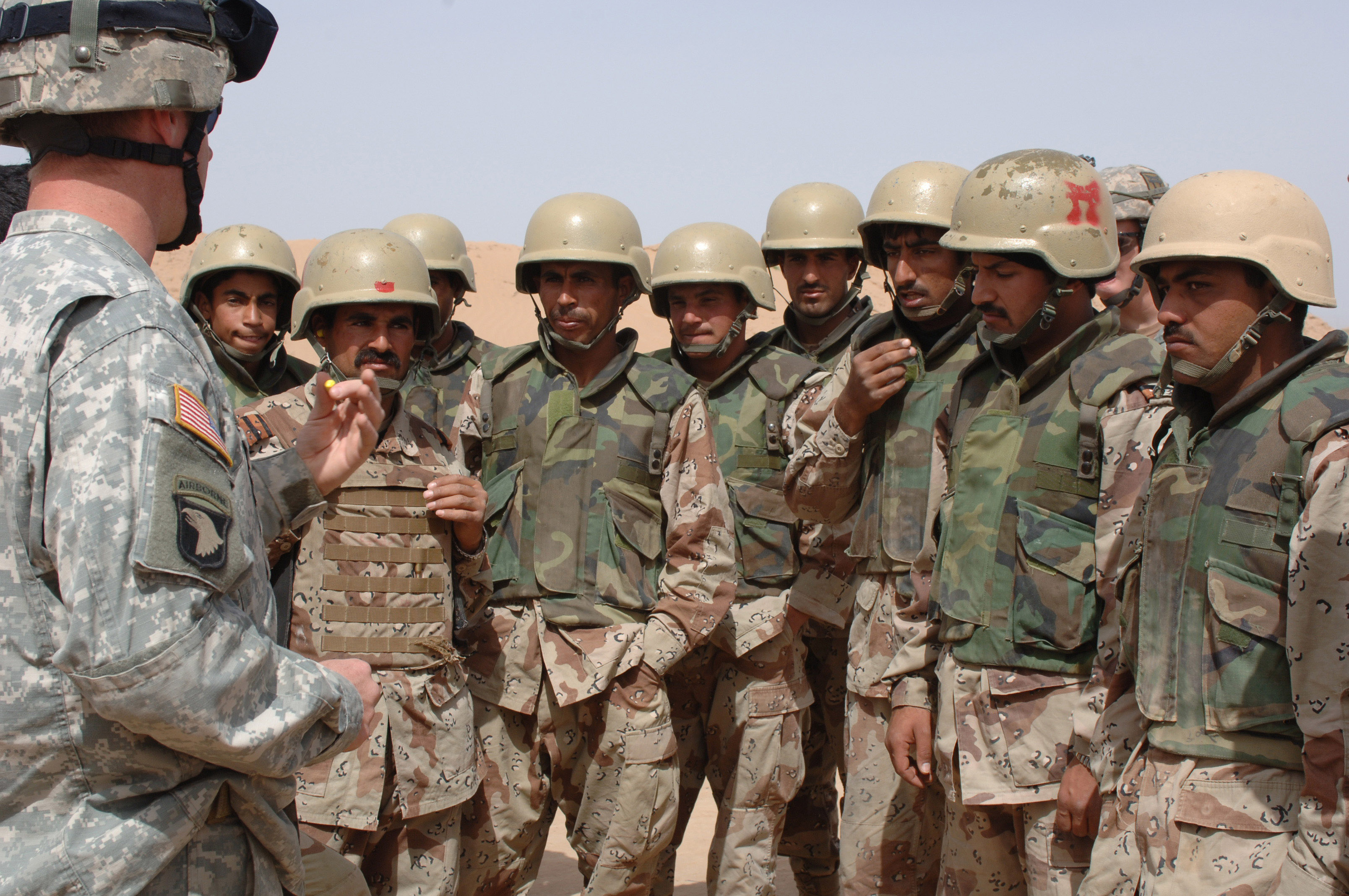
Soldados iraquíes en 2006 con DBDU

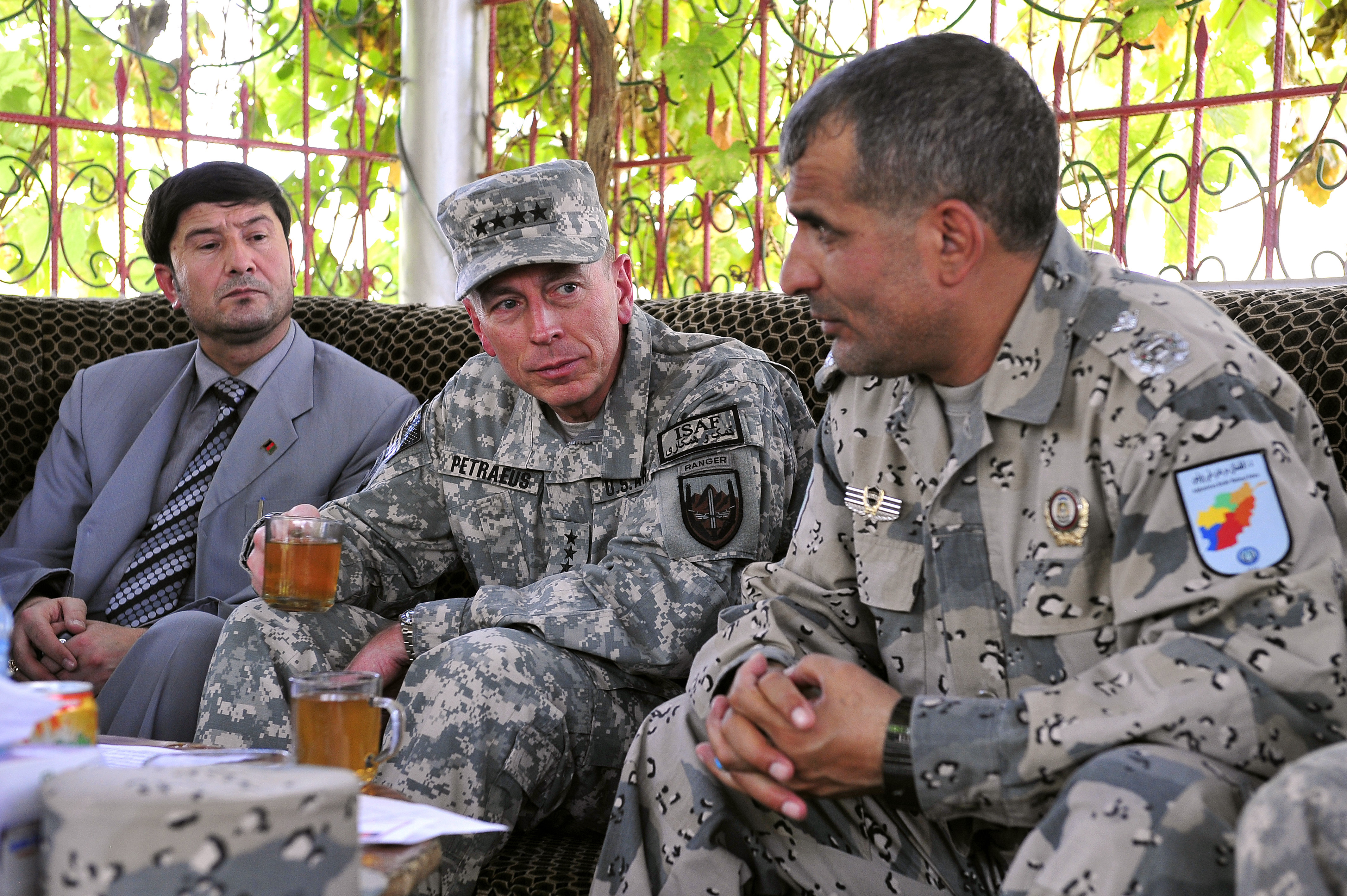
David H. Petraeus se reúne con el comandante de la policía fronteriza afgana, el general Abdul Khalil Bakhten, que viste la versión gris saudí

A principios de la década de 2010, el patrón de chispas de chocolate todavía se usaba ampliamente en todo el mundo, mucho después de que Estados Unidos lo abandonara. Un uniforme similar al uniforme de combate del desierto fue entregado a la Guardia Nacional Iraquí antes de su disolución en 2004 y a las fuerzas de seguridad iraquíes.
Las fuerzas de Corea del Sur han utilizado, en cantidades limitadas desde 1993, una variante en la que el marrón reemplaza al negro en el diseño original estadounidense; este diseño surcoreano también se ha probado en los Emiratos Árabes Unidos.
La Guardia Nacional de Omán utiliza un patrón que combina chispas de chocolate con la palabra ameba, mientras que las Guardias Nacionales de Arabia Saudita y Kuwait utilizan una variación gris del diseño de chispas de chocolate. Los saudíes también utilizan una variante "urbana" en gris, negro y blanco, y la policía usa una versión azul del mismo diseño; la policía palestina también utiliza un uniforme azul con estampado de chispas de chocolate.
El modelo sudafricano "Soldado 2000" es similar al diseño estadounidense. En Kazajistán se utiliza una copia del patrón, que utiliza colores tostado, marrón medio, verde botella y verde grisáceo, además de los guijarros negros sobre blanco.

## Usuarios
- Argentina
- Bolivia
- Brasil
- Chad
- China: Camuflajes propios basados en tela DBDU.[7]
- Yibuti
- República Dominicana
- Egipto: Camuflajes propios basados en tela DBDU.[7]
- El Salvador
- Eritrea: Camuflajes propios basados en tela DBDU.[7]
- Estonia
- Etiopía
- Hamás: Patrón utilizado por las Brigadas Al-Qassam.[8]
- Irán: Había utilizado el patrón DBDU localizado.[9]
- Irak: Anteriormente utilizado por el ejército iraquí reformado,[10][11] antes de ser reemplazado por el Uniforme de Camuflaje del Desierto.
- Irlanda: Utilizado por las tropas irlandesas durante las operaciones de mantenimiento de la paz en Somalia en 1993.[12]
- Israel: Utilizado por el ejército israelí con carácter no oficial.[13]
- Japón
- Jordania
- Kazajistán
- Kuwait: Había utilizado el patrón DBDU localizado.
- Libia
- Mali
- México
- Níger
- Omán
- Pakistán: Camuflajes propios basados en tela DBDU.[7]
- Palestina
- Paraguay
- Perú
- Filipinas
- Ruanda
- Arabia Saudita: Versión gris utilizada por las fuerzas de la Guardia Fronteriza Saudita y los estudiantes universitarios Rey Fahd.[14][15][16] También se utiliza la versión de seis colores.[17]
- Somalia: Utilizado por tropas de infantería naval y guardacostas.[18]
- Corea del Sur, fue utilizado por el ejército de Corea del Sur durante la guerra de Irak y en la guerra de Afganistán.
- España: Camuflajes propios basados en tela DBDU. Reemplazado por Pixelado árido.[7]
- Sudán
- Siria
- Tayikistán
- Tailandia
- Emiratos Árabes Unidos
- Estados Unidos: Antiguo patrón de uniforme de camuflaje estándar de 1981 a 1995
  -  Ejército de estados unidos
  -  Cuerpo de Marines de los Estados Unido
  -  Marina de los Estados Unidos
  -  Fuerza Aérea de los Estados Unidos
- Yemen

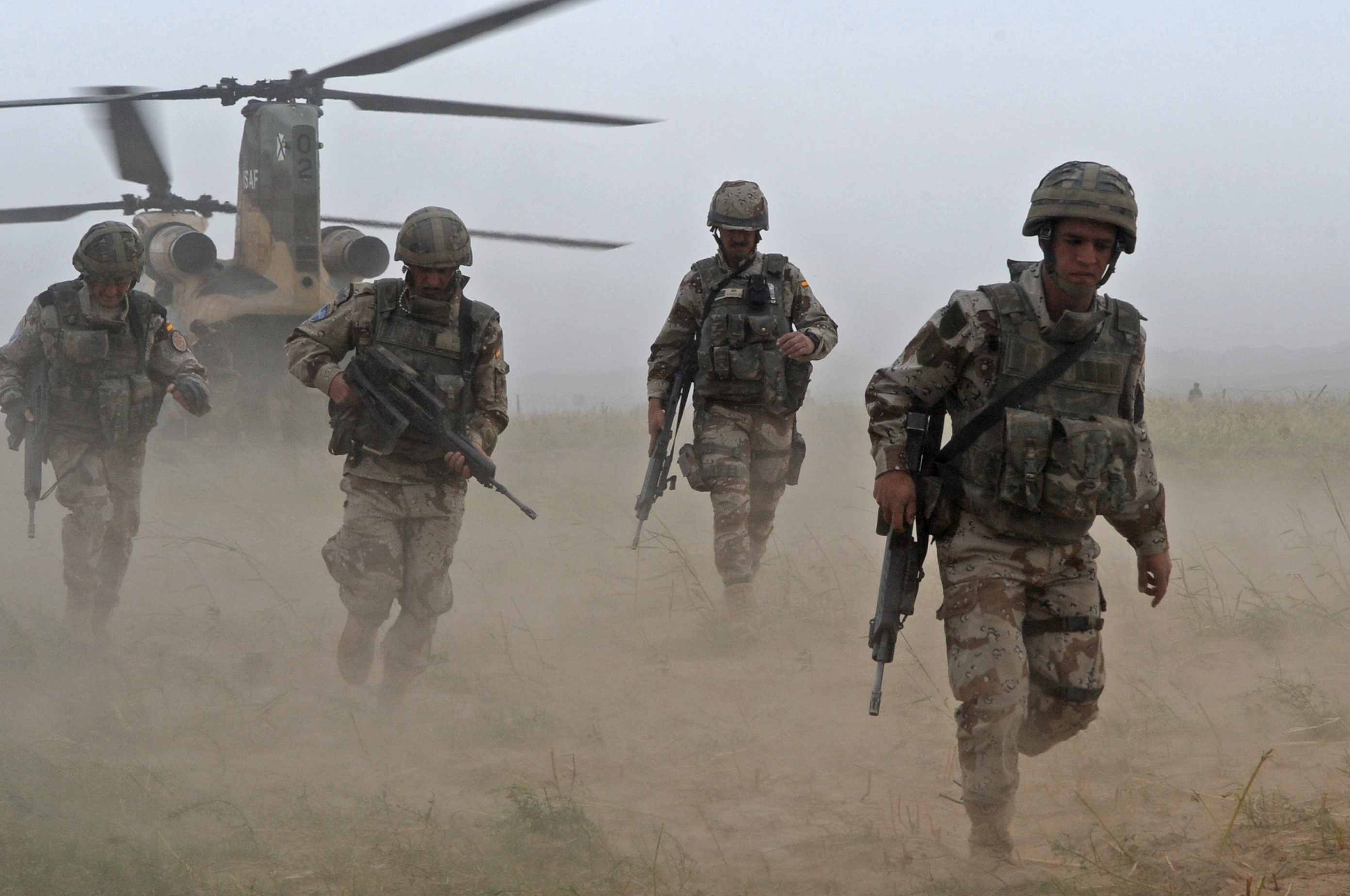
Soldados españoles vestidos con uniformes DBDU desembarcan de un helicóptero Chinook CH-47 en Afganistán, septiembre de 2008
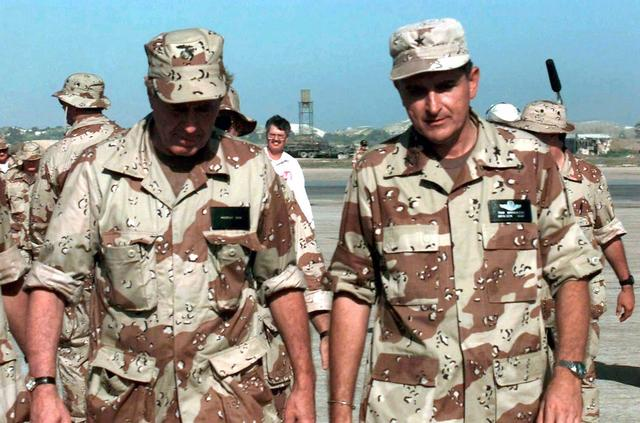
El presidente de Estados Unidos , George H. W. Bush, y el general de brigada Thomas Mikolajcik llevan uniformes de combate de infantería pesada durante su visita al aeropuerto de Mogadiscio en enero de 1993
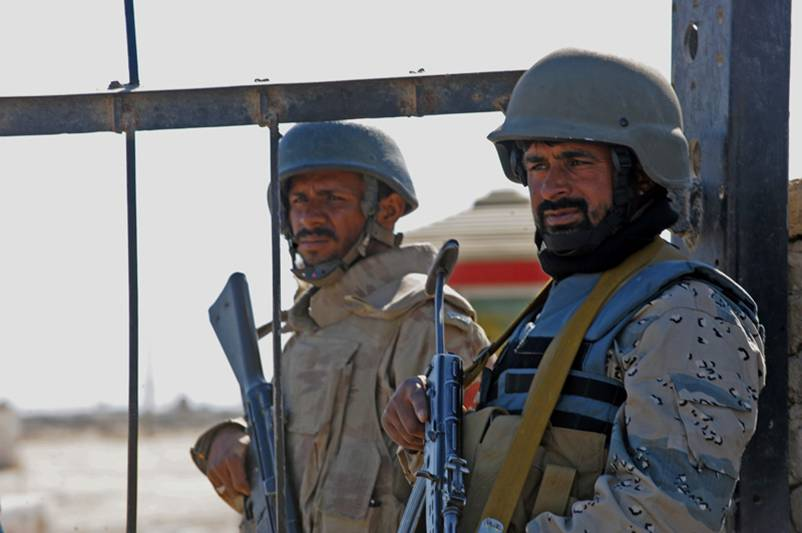
Un soldado del Cuerpo Fronterizo de Pakistán en Baluchistán (izquierda) y un soldado de la Policía Fronteriza afgana (derecha), que llevan uniformes DBDU azules saudíes, custodian la Puerta de la Amistad de la Línea Durand, a siete kilómetros al sureste de Spin Boldak, Afganistán.
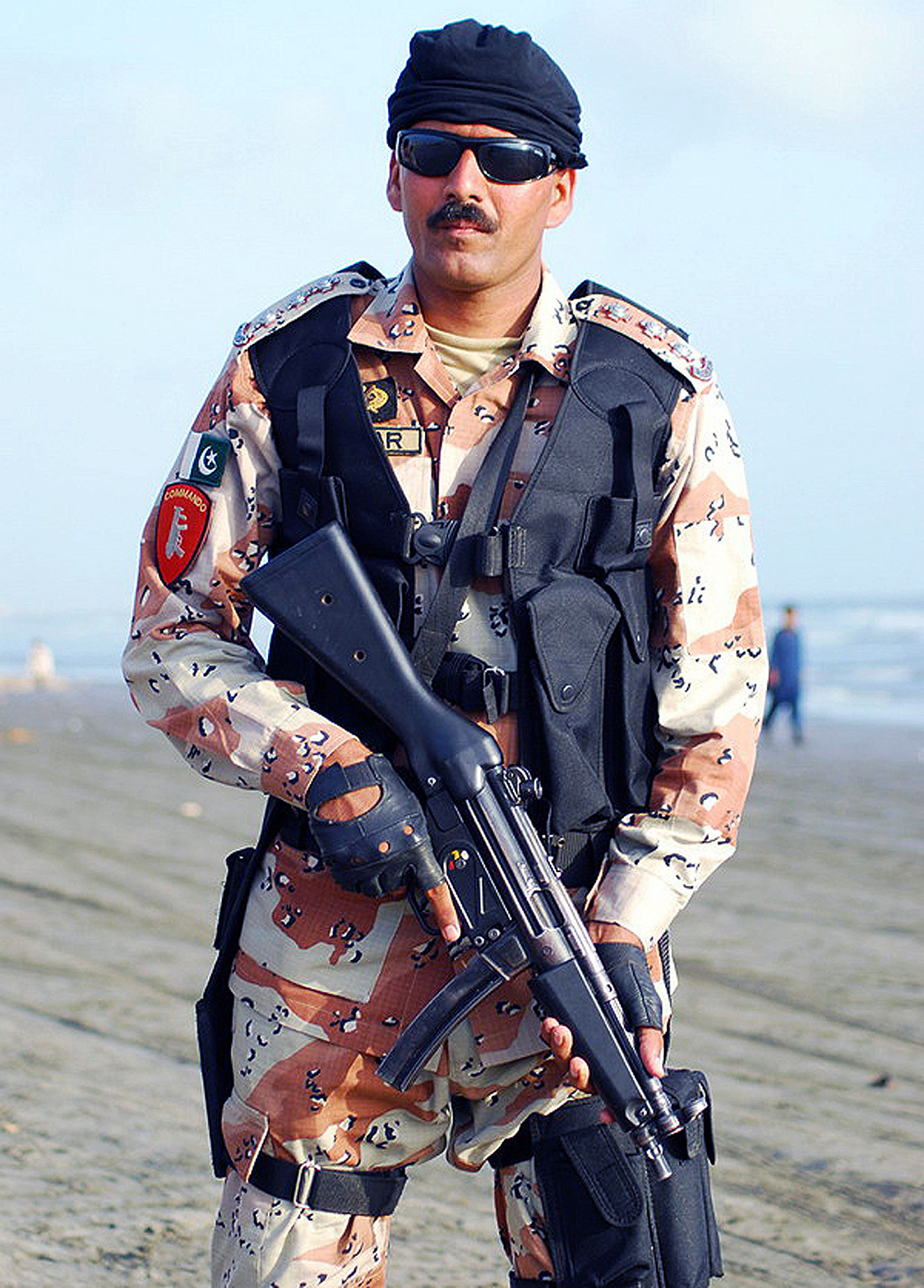
Un Ranger paquistaní (Sindh) con DBDU de servicio